# Osiedle Jana Kilińskiego (Zamość)
Osiedle Jana Kilińskiego – jedna z szesnastu dzielnic (jednostek), na jakie podzielone jest miasto Zamość. Jest to jedna z największych zamojskich dzielnic położona w środkowo-wschodniej części miasta. 

## Granice
Jej granice biegną:
- od południa: ulicą Peowiaków i linią kolejową,
- od zachodu: ulicą J. Piłsudskiego,
- od północy: ulicami - Wojska Polskiego i Powiatowa (fragment tej granicy)
- od wschodu: granicą miasta Zamość.

## Zabudowa
Zabudowa mieszkaniowa zajmuje niewiele powierzchni tej dzielnicy; wśród zabudowy wielorodzinnej znajduje się tu jedno osiedle o tej samej nazwie, położone przy zachodniej granicy:
- osiedle Kilińskiego – ulice: Kamienna, J. Kilińskiego, J. Piłsudskiego, Redutowa.

Kilka bloków wielorodzinnych jest również w jego pobliżu (na północ), na terenie Koszar przy jednostce wojskowej oraz przy ulicy Wojska Polskiego (północna granica).
Nieco mniejsze skupisko, głównie nowej zabudowy jednorodzinnej znajduje się w części północnej, między ulicami Powiatowa i Starowiejska, jest to:
- osiedle Królów Polskich.

Natomiast starsza zabudowa prywatna zajmuje teren po zachodniej stronie ulicy Przemysłowej. Kilka domów jednorodzinnych położonych jest także w  na wschód od ulicy Legionów (obwodnicy drogi krajowej nr 17 (E372) i drogi krajowej nr 74). Tereny na wschód od tej ulicy, sięgające granicy Zamościa, to tereny niezabudowane, głównie użytki rolne, zajmujące niemal połowę powierzchni dzielnicy.

## Obiekty

### Jednostka wojskowa
Sporą część tej dzielnicy zajmuje wspomniana jednostka wojskowa, w której obecnie działa 3. Batalion Zmechanizowany (do niedawna 3. Zamojski Batalion Obrony Terytorialnej, wcześniej do 1995 roku Techniczna Szkoła Wojsk Lotniczych). Na terenie między tą jednostką a ulicą J. Piłsudskiego znajdują się Koszary, które powstały na początku XX wieku, początkowo dla wojsk rosyjskich. Ich część zajmują także tereny zadrzewione, tworzące tu niewielki park. Niektóre budynki na ich terenie, poza blokami mieszkalnymi, są też miejscem innej działalności, głównie edukacyjnej. O dawnej Technicznej Szkole Wojsk Lotniczych przypomina „wznosząca się” w powietrze Iskra TS-11, przy skrzyżowaniu głównej ulicy Koszar z ulicą J. Piłsudskiego. W pobliżu, przed budynkiem Klubu Batalionowego, w 2018 roku odsłonięto nowy pomnik Marszałka J. Piłsudskiego.

### Kościoły
Jeden z dwóch kościołów rzymskokatolickich na terenie dzielnicy to kościół pw. św. Michała Archanioła (na rogu ulic J. Piłsudskiego i Wojska Polskiego), jaki początkowo stanowił cerkiew dla wspomnianych wojsk rosyjskich. Drugi to położony niedaleko (ul. Wojska Polskiego) kościół parafii garnizonowej pw. św. Jana Bożego. W dzielnicy tej znajduje się również najstarszy (z początku XIX wieku) i największy spośród obecnych w mieście, cmentarz rzymskokatolicki z zabytkową, neogotycką kaplicą (z 1917 r.) przy ul. Peowiaków.

### Szkoły
Ze szkół publicznych funkcjonuje tu III Liceum ogólnokształcące im. C. K. Norwida oraz mniejsza szkoła zawodowa przy OHP (Ośrodek Szkolenia i Wychowania; ul. J. Kilińskiego). Ponadto mieszczą się tu szkoły niepubliczne - Zespół Szkół Społecznych im. Unii Europejskiej (szkoła podst., liceum; ul. Koszary), szkoły ZDZ (liceum i technikum; ul. Peowiaków) oraz główne budynki Wyższej Szkoły Humanistyczno-Ekonomicznej (ul. Koszary).

### Dzielnica przemysłowa
Znaczna część powierzchni tej dzielnicy przypada tu na tereny przemysłowe i magazynowo-składowe, jakie ciągną się od ulicy Przemysłowej po ulicę Legionów. Ta część Zamościa stanowi główną dzielnicę przemysłową, albowiem tutaj skupiają się większe zakłady przemysłowe, liczne hurtownie, magazyny, składy budowlane, warsztaty motoryzacyjne, bazy wielu przedsiębiorstw oraz specjalistyczne sklepy. 
Większe zakłady produkcyjne to:
- Agri Plus - wytwórnia pasz (ul. K. Namysłowskiego)
- Black Red White - fabryka mebli (ul. J. Kilińskiego/Zagłoby)
- Chłodnia „Mors” - mrożonki warzywno-owocowe (ul. J. Kilińskiego)
- Okręgowa Spółdzielnia Mleczarska Krasnystaw - zakład produkcyjny (ul. J. Kilińskiego)
- Stalprodukt Zamość - ościeżnice, drzwi stalowe (ul. J. Kilińskiego)
- Zamojskie Zakłady Zbożowe (ul. K. Namysłowskiego)

Dawniej działał tu także zakład o nazwie Fabryka Domów (produkcja płyt budowlanych) oraz zakłady mięsne, które ostatecznie upadły w latach 90., a w ich miejscu w 2011 r. otwarto największe w mieście CH „Galeria Twierdza”. Współcześnie prowadzone są starania miasta celem poprawy jego sytuacji gospodarczej, w związku z czym utworzono Zamojską Specjalną Podstrefę Ekonomiczną, z której jedna działka leży właśnie w granicach tego osiedla (na rogu ulic: Legionów i Starowiejskiej).

### Pozostałe obiekty
Poza wspomnianym CH Galeria Twierdza, bliżej jednej z głównych ulic Zamościa – ul. J. Piłsudskiego – i zabudowy wielorodzinnej dostępnych jest kilka innych, większych obiektów handlowych (dom handlowy Hetman, Sezam; markety: Biedronka, Stokrotka, PSS Lux, JYSK). 
Wśród obiektów ważniejszych dla całego miasta, znajdują się tu: Zamojski Szpital Niepubliczny (jeden z dwóch działających w mieście), Komenda Straży Pożarnej, Starostwo Powiatowe, Młodzieżowy Dom Kultury, Książnica Zamojska (biblioteka publiczna), Klub Garnizonowy przy jednostce wojskowej (jedna z większych w Zamościu placówek kulturalnych z salą kinową, w której do 2010 r. mieściło się miejskie kino „Stylowy”). Jest tu także kilka obiektów noclegowych, m.in. 2 hotele (w Koszarach - „Carskie Koszary” i „Koronny”) oraz pensjonat „Myka”.  
Inne, położone w przemysłowej części dzielnicy, to Urząd Skarbowy, Wojewódzki Ośrodek Ruchu Drogowego, stacja pogotowia ratunkowego, Zakład Energetyczny ZKE.
W południowo-wschodnim fragmencie dzielnicy (tuż przy granicy miasta) położona jest ciepłownia Szopinek (Veolia Wschód, z dojazdem ulicą Hrubieszowską).
Wzdłuż ulic J. Piłsudskiego, J. Kilińskiego oraz Kamiennej dostępne są chodniki pieszo-rowerowe.

## Galeria

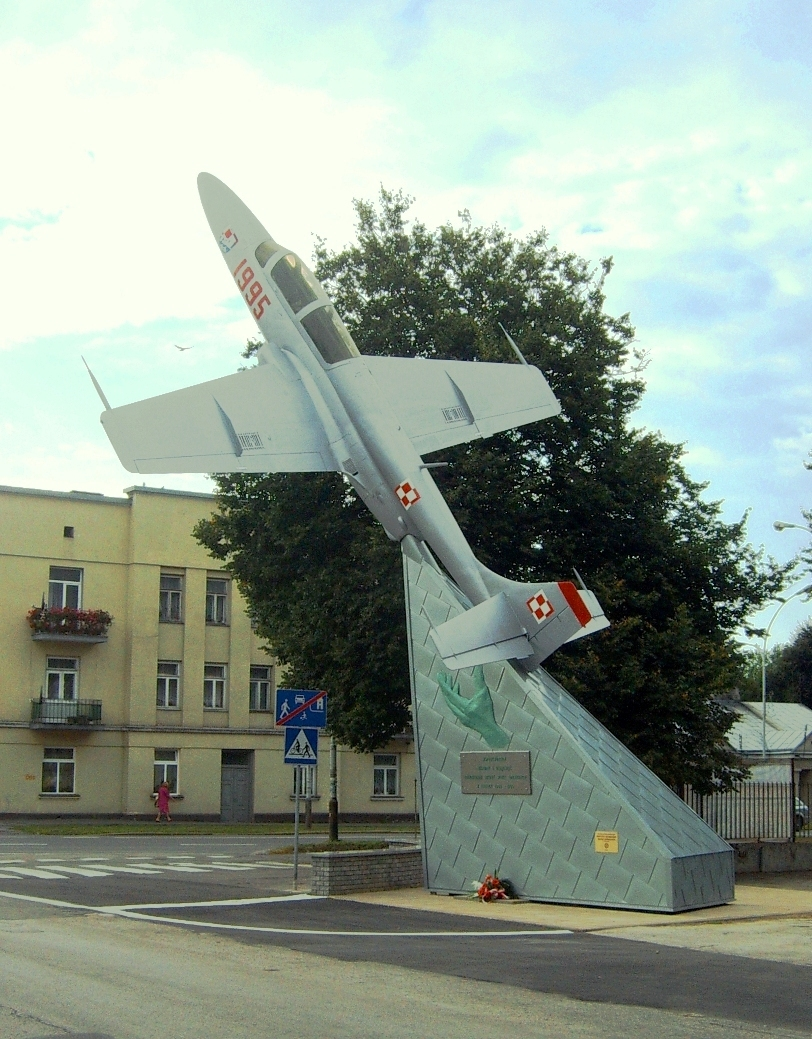
Iskra TS-11 przy ul. J. Piłsudskiego
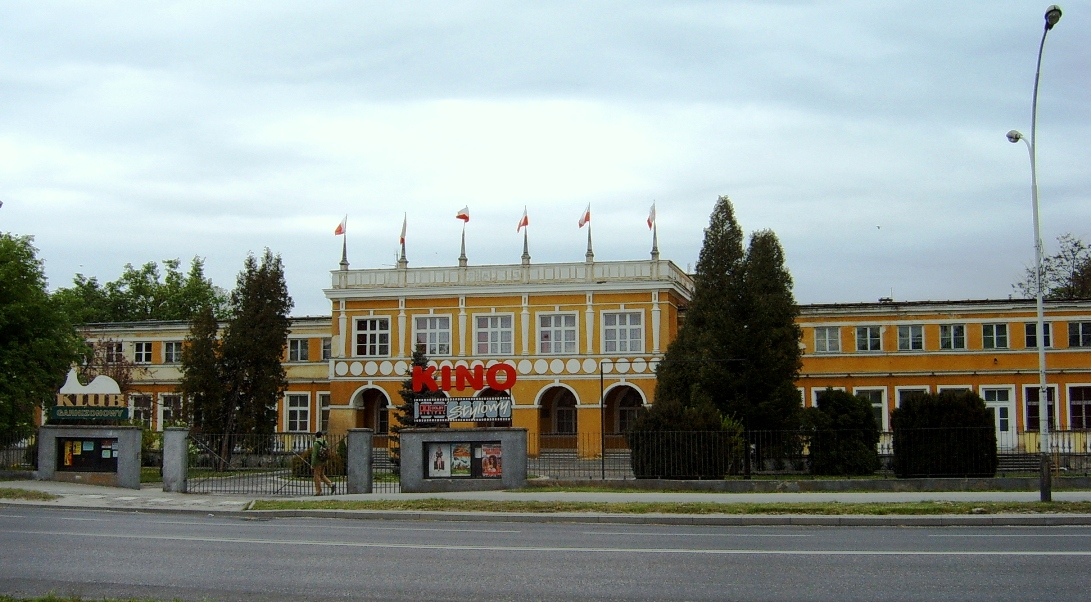
Klub Garnizonowy przy jednostce wojskowej
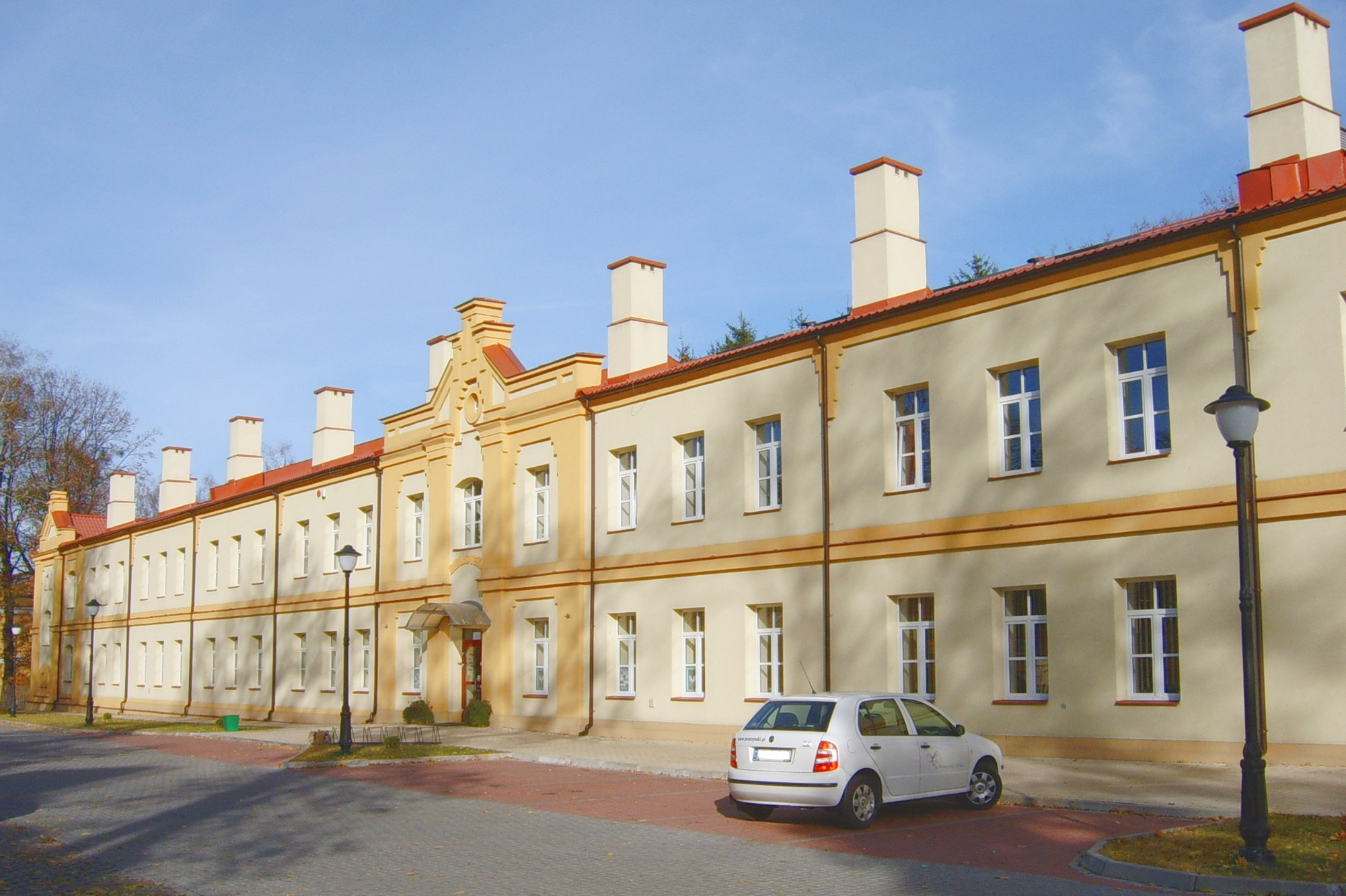
Biblioteka Publiczna oraz Młodzieżowy Dom Kultury
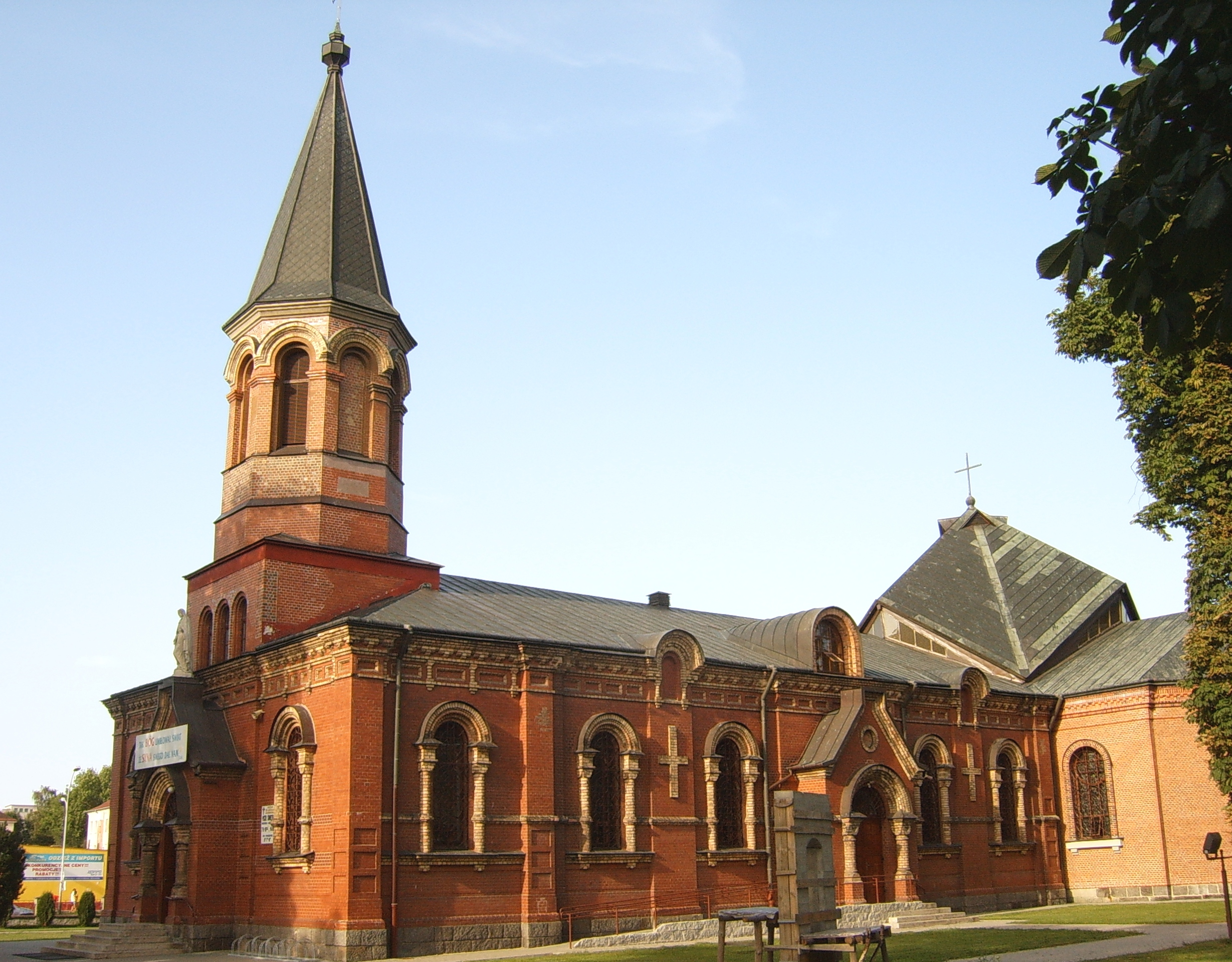
Kościół pw. Św. Michała Arch.
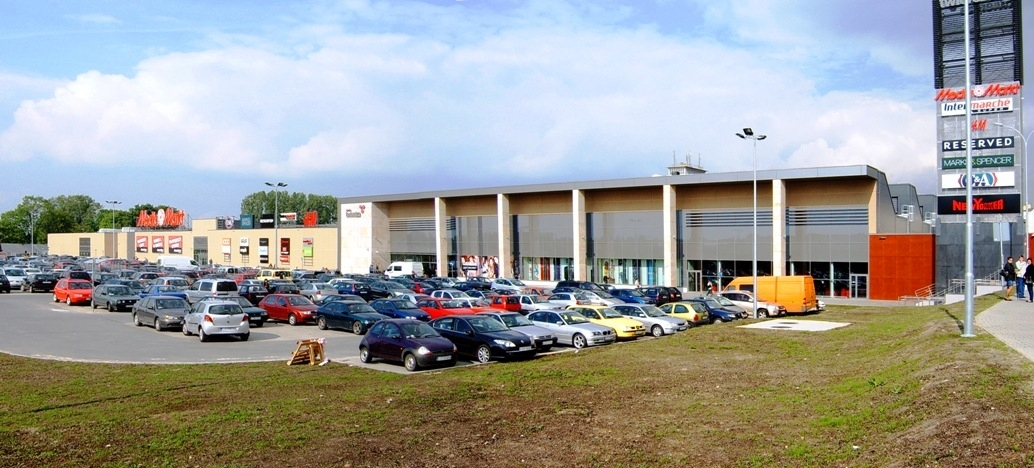
Centrum handlowe „Galeria Twierdza"
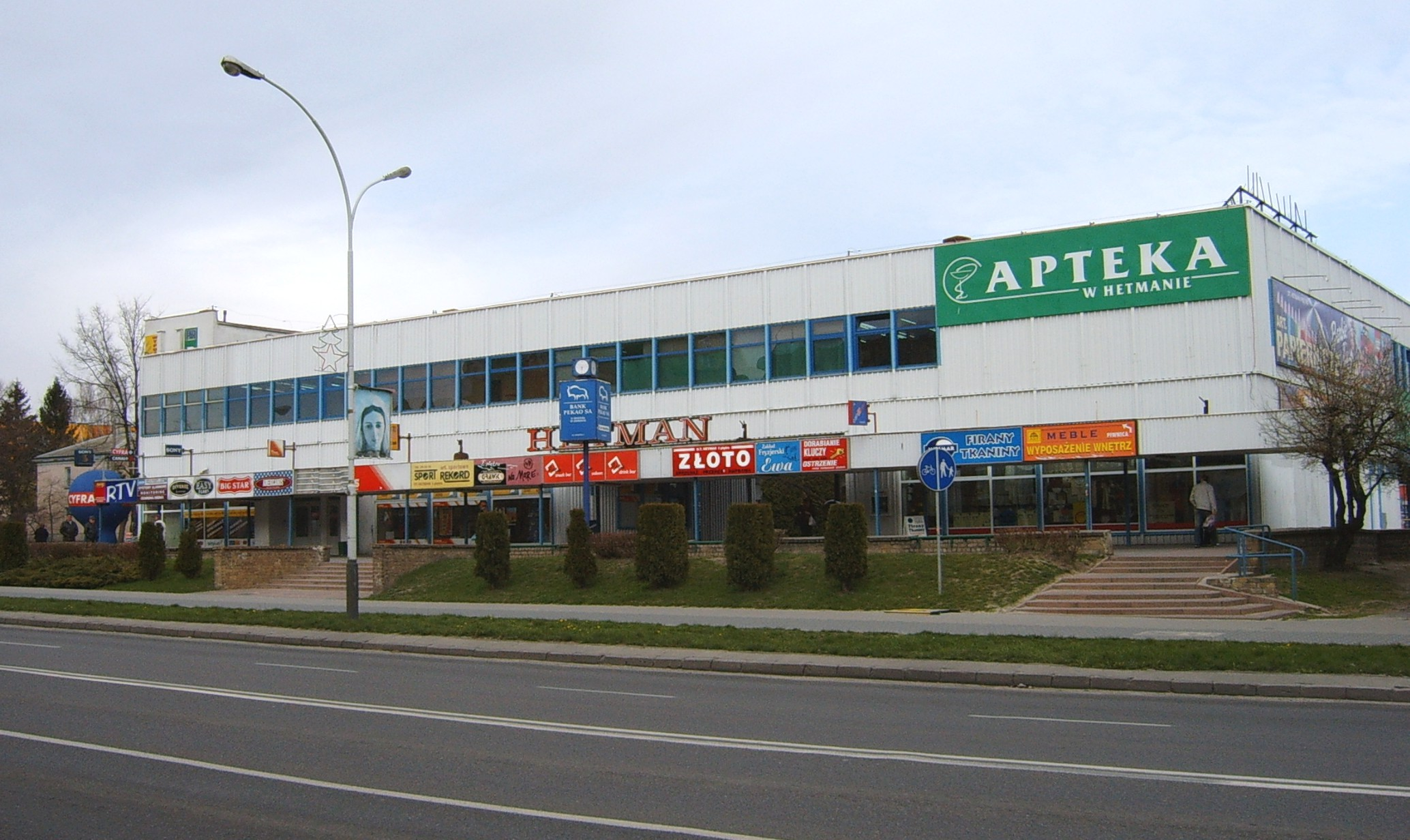
Dom handlowy „Hetman"
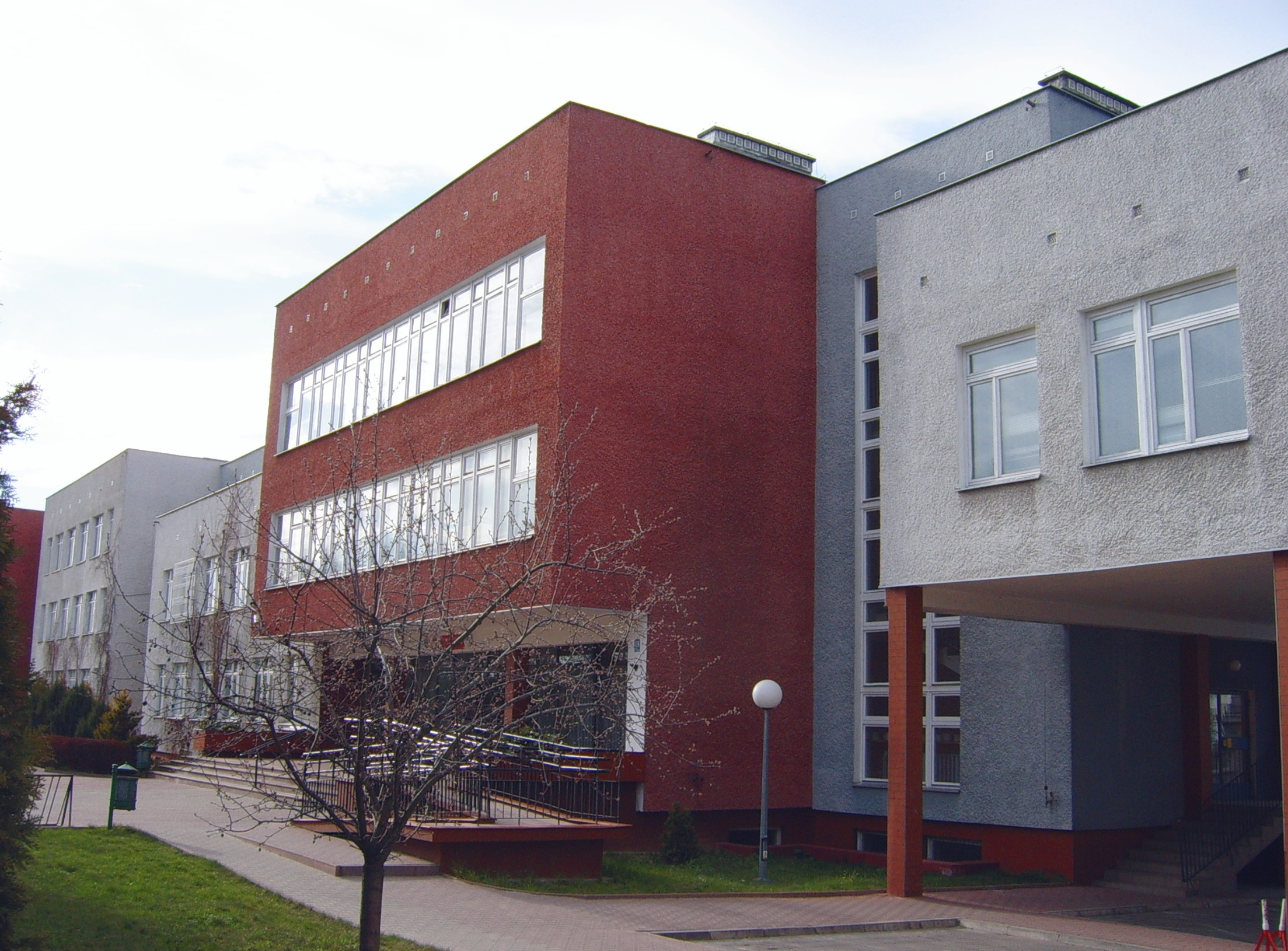
III Liceum Ogólnokształcące
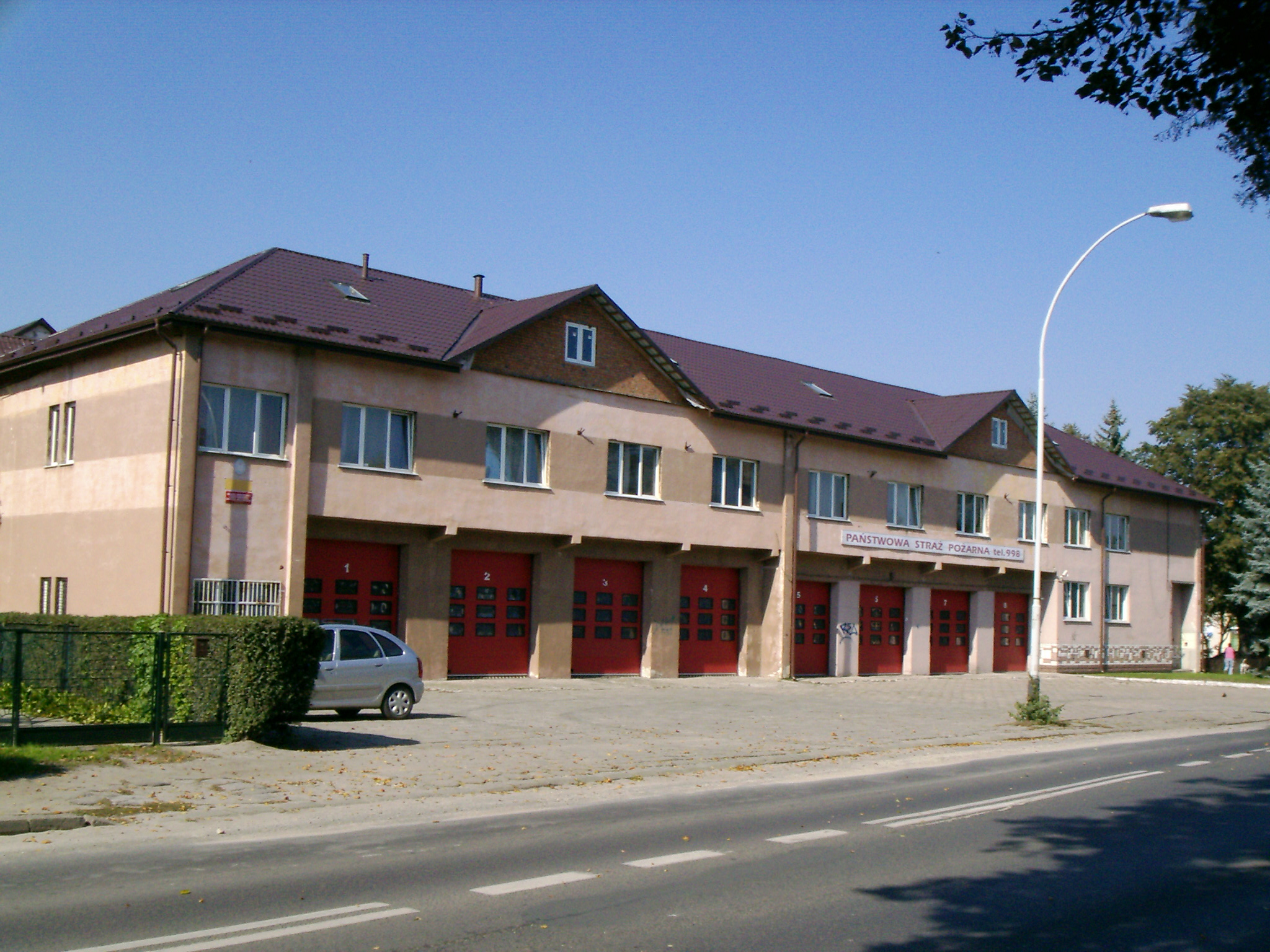
Straż pożarna
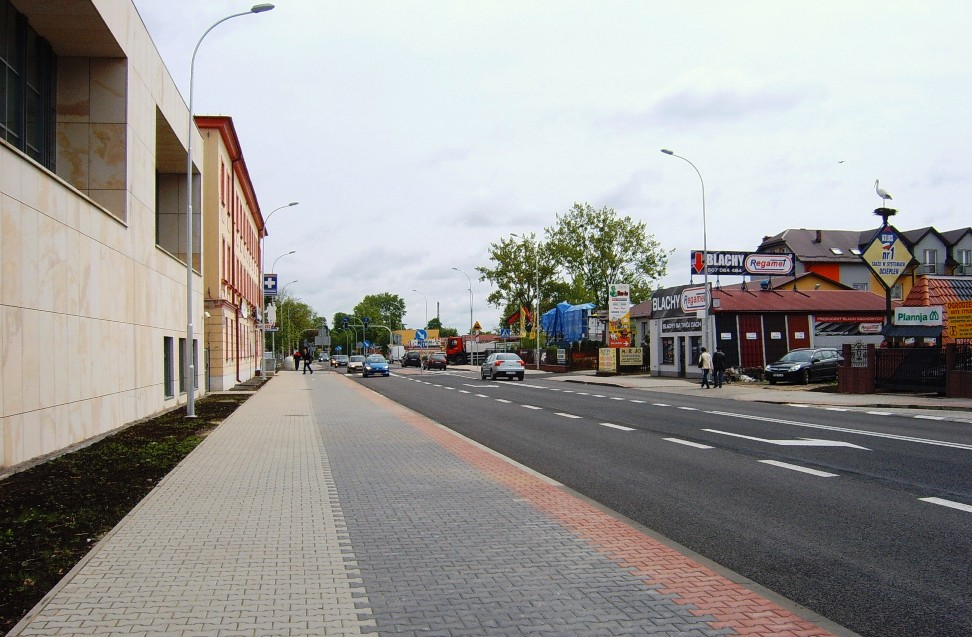
ul. J. Kilińskiego w dzielnicy przemysłowej
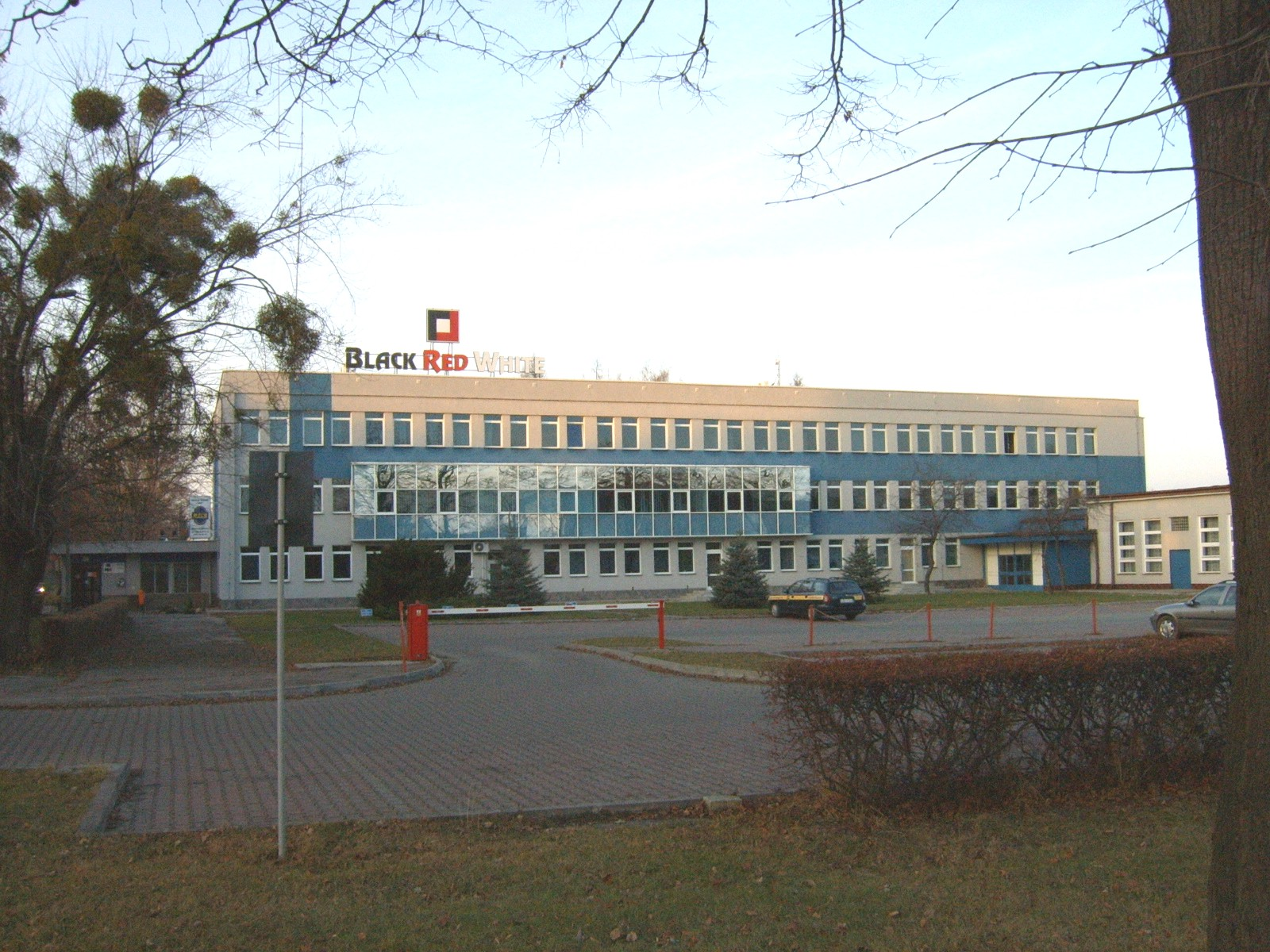
Fabryka mebli „Black Red White"
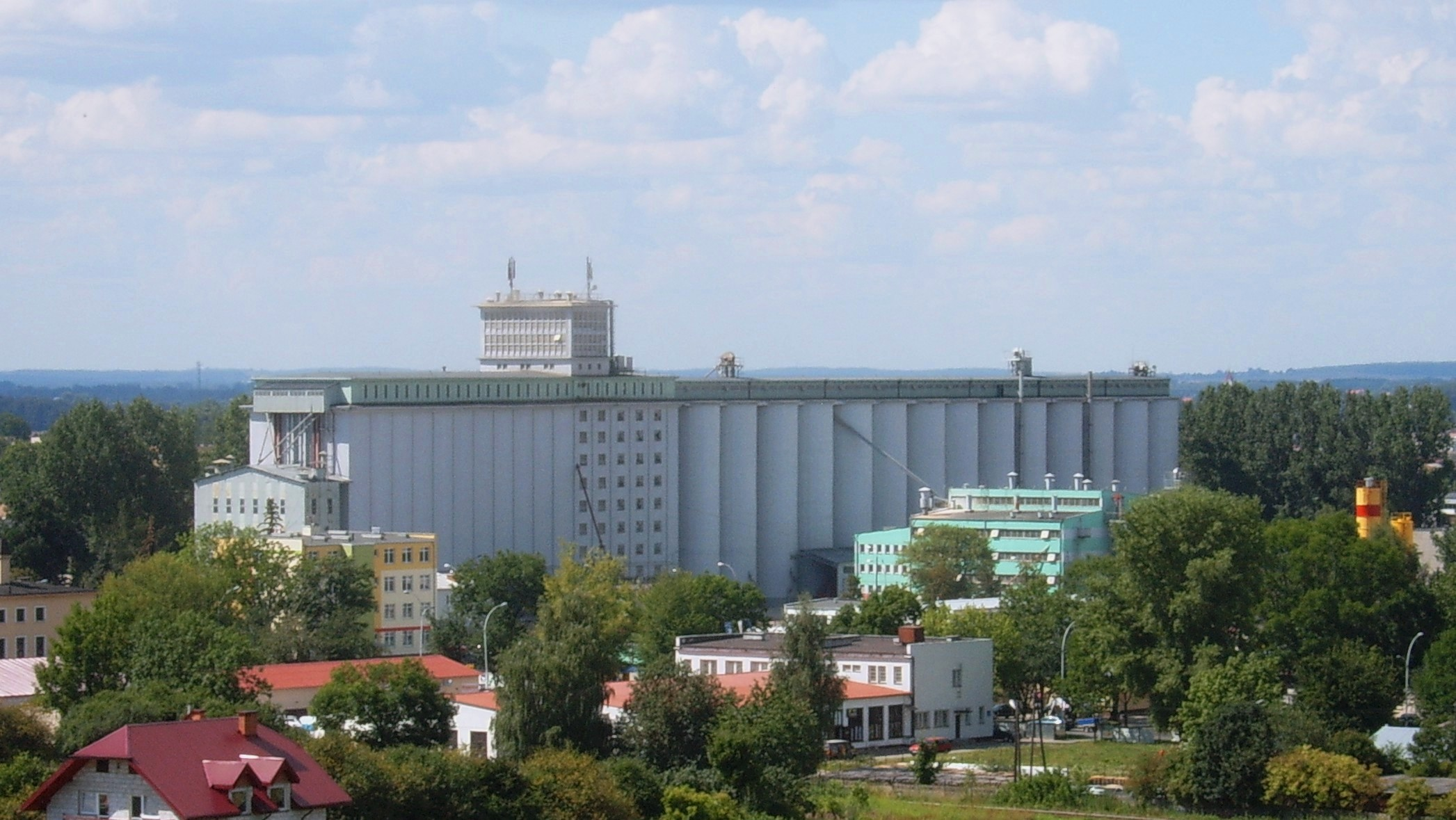
Zamojskie Zakłady Zbożowe
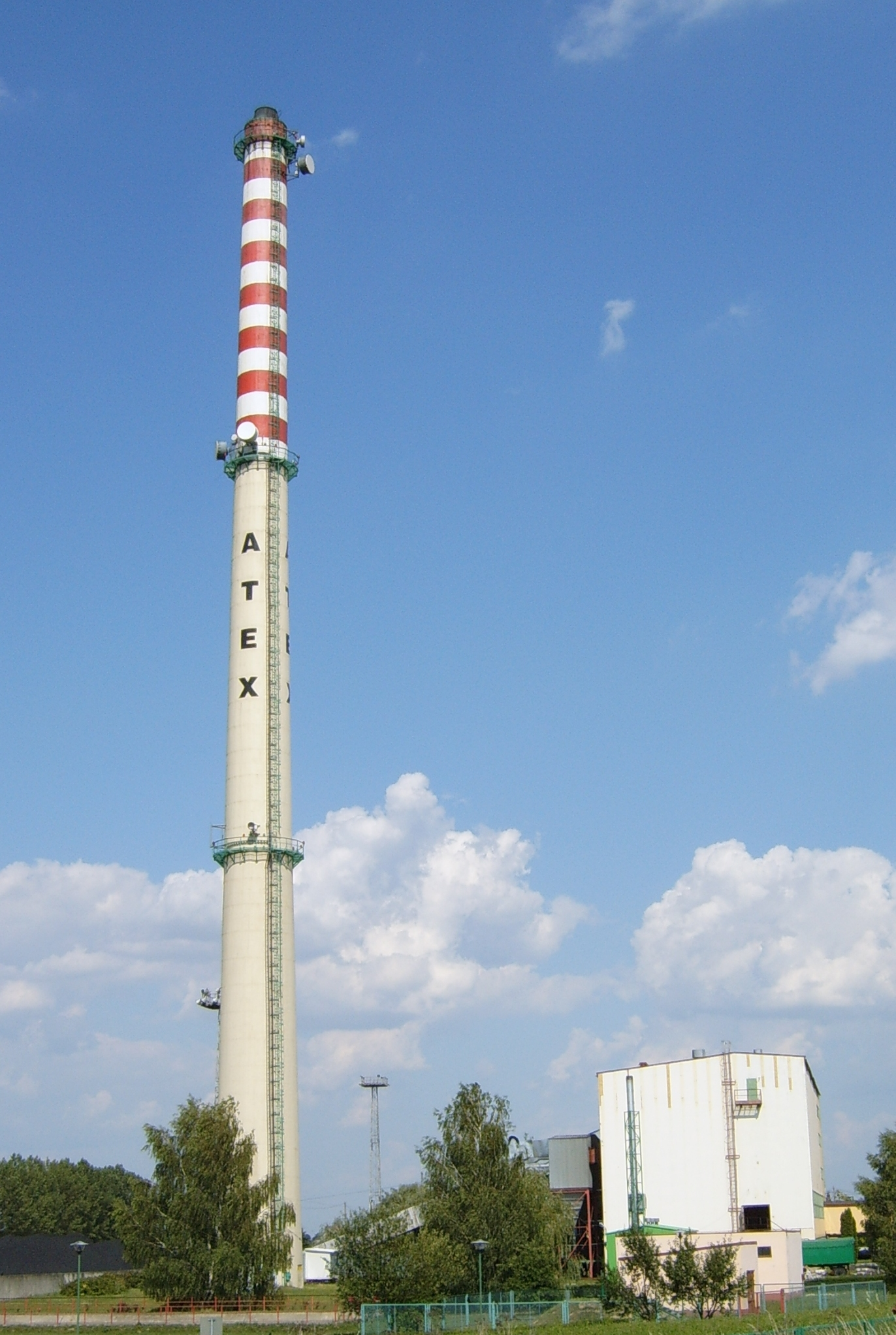
Ciepłownia „Szopinek" (Veolia Wschód)